# Ritchie Coster
Ritchie Coster (Londra, 1º luglio 1967) è un attore britannico.

## Carriera
Attivo dalla fine degli anni novanta, ha preso parte a film d'azione e thriller, tra cui The Sentinel - Il traditore al tuo fianco. È attivo anche in televisione, ed ha preso parte sette volte come guest star nel franchise Law & Order.

## Filmografia parziale

### Attore

#### Cinema
- Bait - L'esca (Bait), regia di Antoine Fuqua (2000)
- 15 minuti - Follia omicida a New York (15 Minutes), regia di John Herzfeld (2001)
- Un sogno impossibile (Pipe Dream), regia di John Walsh (2002)
- Lo smoking (The Tuxedo), regia di Kevin Donovan (2002)
- The Sentinel - Il traditore al tuo fianco (The Sentinel), regia di Clark Johnson (2006)
- American Gangster, regia di Ridley Scott (2007)
- Il cavaliere oscuro (The Dark Knight), regia di Christopher Nolan (2008)
- Il cacciatore di ex (The Bounty Hunter), regia di Andy Tennant (2010)
- Blood Story (Let Me In), regia di Matt Reeves (2010)
- Blackhat, regia di Michael Mann (2015)
- Creed - Nato per combattere (Creed), regia di Ryan Coogler (2015)
- Submission, regia di Richard Levine (2017)
- Jacob's Ladder, regia di David M. Rosenthal (2019)
- After Yang, regia di Kogonada (2021)

#### Televisione
- La finestra sul cortile (Rear Window), regia di Jeff Bleckner – film TV (1998)
- Law & Order - Unità vittime speciali – serie TV, 1 episodio (1999)
- Law & Order: i due volti della giustizia (Law & Order) – serie TV, 3 episodi (2000-2006)
- Sex and the City - serie TV, episodio 3x12 (2000) – serie TV, 3 episodi (2000-2006)
- Law & Order: Criminal Intent - serie TV, 2 episodi (2002-2009)
- Traffic – miniserie TV, 3 puntate (2004)
- Law & Order: il verdetto (Law & Order: Trial by Jury) – serie TV, 1 episodio (2005)
- John Adams – miniserie TV, 1 puntata (2008)
- Luck – serie TV, 9 episodi (2011-2012)
- Happy! – serie TV, 18 episodi (2017-2019)
- True Detective – serie TV, 7 episodi (2015)
- Billions – serie TV, 3 episodi (2017)
- Shades of Blue – serie TV, 7 episodi (2017)
- L'assistente di volo - The Flight Attendant (The Flight Attendant) – serie TV, episodi 1x04-1x05-1x08 (2020)
- The Walking Dead – serie TV, 4 episodi (2021)
- Tulsa King – serie TV (2022-in corso)
- Watson – serie TV (2025-in corso)

### Doppiatore
- Midnight Club 2 – videogioco (2003)
- BioShock – videogioco (2007)

## Doppiatori italiani
Nelle versioni in italiano delle opere in cui ha recitato, Ritchie Coster è stato doppiato da:
- Dario Oppido in Sentieri (2ª voce), Blackhat, After Yang, Florida Man, Watson
- Francesco Pannofino ne La finestra sul cortile, Il cavaliere oscuro
- Massimo Lodolo in Traffic, Law & Order - I due volti della giustizia
- Antonio Palumbo ne Il cacciatore di ex, Luck
- Francesco Prando in Lo Smoking
- Alberto Caneva in Law & Order - Unità vittime speciali
- Fabrizio Odetto in Law & Order: Criminal Intent (ep. 1x14)
- Paolo Marchese in John Adams
- Teo Bellia in CSI - Scena del crimine
- Enzo Avolio in Creed - Nato per combattere
- Stefano Thermes in Happy!
- Fabrizio Temperini ne L'assistente di volo - The Flight Attendant
- Marco Mete in The Walking Dead
- Christian Iansante in Tulsa King

Da doppiatore è stato sostituito da:
- Gianni Gaude in BioShock